# Apeninos tosco-romañolos
Los Apeninos tosco-romañolos son una porción de la cadena de los Apeninos septentrionales y por lo tanto de la cordillera de los Apeninos. Se extienden entre la Romaña y la Toscana, de ahí su nombre y la República de San Marino. Junto con los Apeninos ligures y los tosco-emilianos forman los Apeninos septentrionales.

## Características
Parten del paso de la Futa al oeste (más allá del cual se extienden los Apeninos tosco-emilianos). Hacia el este terminan con los Apeninos de Umbría y las Marcas; el límite entra ambos a veces se sitúa sobre la Bocca Trabaria.
Los Apeninos tosco-romañolos albergan el Parque nacional delle Foreste Casentinesi, Monte Falterona y Campigna. El pico más alto es el Monte Falco con sus 1658 m s. n. m. De los lados de la crestería parten los valles señalados de ríos de carácter torrencial (Bidente, Rabbi, Tramazzo, Montone, Savio).

## Subdivisiones
- Vertiente romañola
  - Apeninos de Imola
  - Apeninos faentinos
  - Apeninos forliveses
  - Apeninos de Cesena
  - Apeninos de Rimini
- Vertiente toscana
  - Mugello, Alto Mugello y Romaña Toscana
  - Casentino
  - Val Tiberina

## Montañas
Las montañas principales de los Apeninos tosco-emilianos son:
- Monte Falco, 1658 m
- Monte Falterona, 1654 m
- Monte Fumaiolo, 1408 m
- Monte Titano, 739 m

## Puertos de montaña
Los puertos principales de los Apeninos tosco-romañolos son:
- Paso la Calla, 1296 m
- Paso dei Mandrioli, 1173 m
- Paso de Viamaggio, 983 m
- Paso de la Colla de Casaglia, 913 m
- Paso del Muraglione, 907 m
- Paso de la Futa, 903 m
- Paso del Giogo, 882 m
- Bocca Serriola, 730 m